# Ставропольская возвышенность
Ставропо́льская возвы́шенность — возвышенность в Среднем Предкавказье, в центральной части Предкавказской равнины. Высшая точка — гора Стрижамент (831,8 м). Административно возвышенность расположена в пределах Ставропольского края, а также частично в восточной части Краснодарского, крайнем западе Республики Калмыкии.

## Орография
Возвышенность сменяется Терско-Кумской низменностью на востоке, Кубано-Приазовской низменностью на западе и Манычской впадиной на севере, а на юге резко обрывается к долинам рек Суркуль и Кубань. Преобладают высоты от 300 до 600 метров. Возвышенность расчленена широкими долинами рек и балками на платообразные останцовые массивы и гряды. В её рельефе выделяют Центральную гряду, Бешпагирские высоты, Южную гряду (здесь находится высочайшая точка возвышенности — 831,8 метров — гора Стрижамент) и Прикалаусские высоты. В западной части расположена Сенгилеевская котловина, в настоящее время заполненная Сенгилеевским водохранилищем. К югу от возвышенности начинаются предгорья Большого Кавказа.

## Геология
Возвышенность преимущественно сложена глинами, песчаниками и известняками, строматолитами, в восточной части — суглинками.

## Климат
Зимы довольно мягкие (от −4 до −6°С), лето жаркое (22—25°С), весна короткая, и сравнительно длинная осень. Среднегодовое количество осадков колеблется от 200—300 мм на востоке до 600 мм на западе. Регион часто подвержен бурям и продувается ветрами типа фёнов.

## Гидрография
На возвышенности берут начало реки Егорлык, Калаус, Томузловка. В западной части проходит Азово-Каспийский водораздел.

## Почвы
В почвенном покрове преобладают чернозёмы и глинозёмы.

## Растительность
Континентальный климат довольно сухой и, следовательно, преобладающим растительным покровом является полупустынный, переходящий в более возвышенных и менее засушливых западных частях в лесостепь с широколиственными лесами. Большей частью возвышенность и её подступы активно возделываются и распаханы для сельхозугодий, вода к которым подаётся из Большого Ставропольского канала, а также из рек Кубань и Егорлык.

## Население
В наиболее высокой западной части возвышенности расположен краевой центр — город Ставрополь — давший название возвышенности. В её пределах также расположены города Михайловск, Изобильный, Светлоград, Благодарный.